# Synagoga w Lipsku
Synagoga w Lipsku – synagoga została wybudowana w 1765. Była to budowla drewniana. 8 września 1939 hitlerowcy spalili w niej 60 Żydów z miasta. Po wojnie synagogi nie odbudowano.